# Henry Lyte

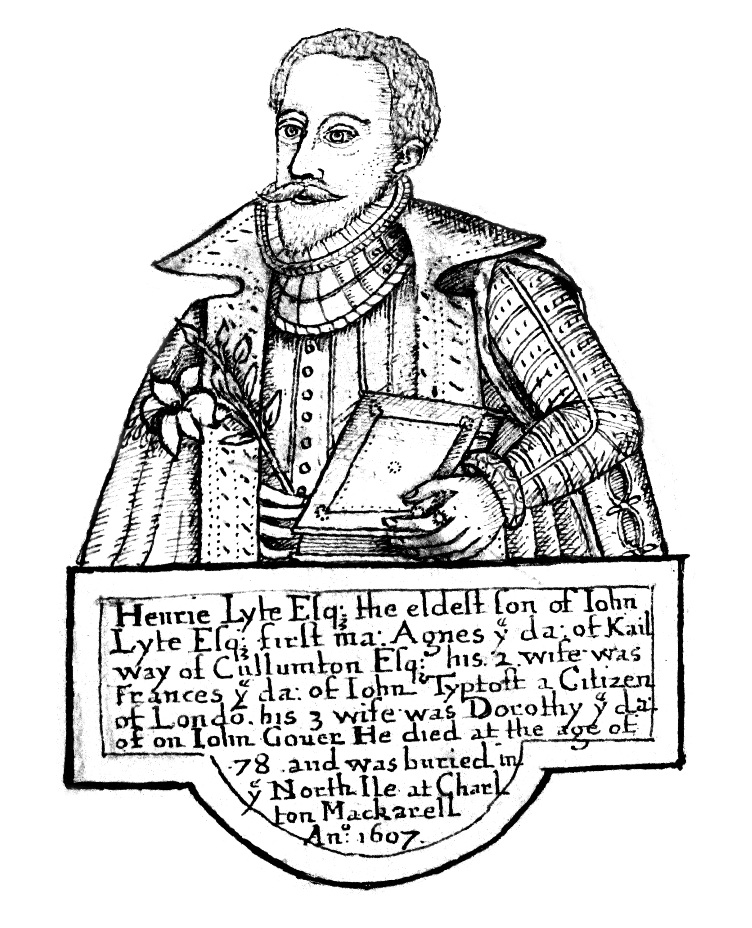
Portret Henry'ego Lyte'a

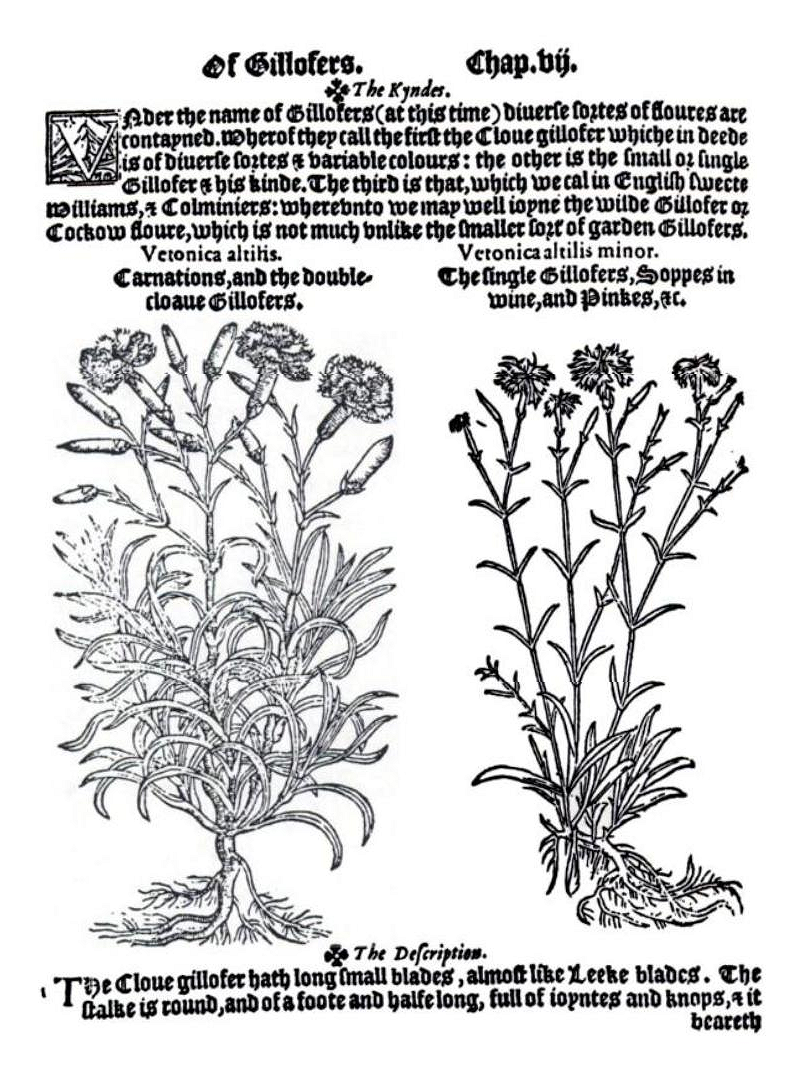
Strona gillofers (czyli goździków ogrodowych), pochodząca z A niewe Herball Henry'ego Lyte'a (1578)

Henry Lyte (ur. 1529? – zm. 16 października 1607) – angielski botanik i antykwariusz, który jest znany z dwóch dzieł: A niewe Herball (1578)  – przekład dzieła Cruydeboeck napisanego przez Remberta Dodoensa (wyd. Antwerpia, 1564) oraz tom antykwaryczny The Light of Britayne (1588). Oba poświęcone są królowej Elżbiecie I.

## Życie
Henry Lite urodził się w Lytes Cary Manor, Somerset, około roku 1529 i był drugim, a zarazem najstarszym żyjącym synem Johna Lite'a i jego żony, Edith Horsey, która zmarła w 1556 roku. Lyte został uczniem na Oksfordzie około roku 1546, ale nie wiadomo, czy ukończył studia. Anthony à Wood pisze o nim: "Po spędzeniu kilku lat na logice i filozofii oraz innych przydatnych przedmiotach, wyjechał za granicę, a następnie wrócił do kraju gdzie, dzięki dobrej znajomości literatury poznanej na uniwersytecie i za granicą, stał się najwybitniejszym uczonym w kilku dziedzinach nauki".
W 1558 r. John Lyte przekazał majątek Henrykowi, który zarządzał Somerset aż do jego śmierci w 1576 r., w którym to roku macocha Henry'ego wniosła przeciwko niemu nakaz sądowy. Możliwe, że Lyte służył jako szeryf w Somerset, lub jako jego zastępca, za panowania Marii I i że trwało to aż do drugiego roku panowania Elżbiety (czyli 1559).
Lyte był żonaty trzy razy: we wrześniu 1546 r. ożenił się z Agnieszką, córką i spadkobierczynią Johna Kellowaya z Collumpton, Devon, która zmarła w 1564 r., i z  którą miał pięć córek; w lipcu 1565 r. z Frances, córką Johna Tiptofta, obywatela Londynu, zmarłą w 1589 r., z którą miał trzech synów i dwie córki; w 1591 r. z Dorothy, córką Johna Gover z Somertonu, z którą miał dwóch synów i córkę. Lyte był przyjacielem antykwariusza Johna Aubreya, który powiedział, że Henry: "miał całkiem niezły zbiór roślin jak na swój wiek", chociaż zachowany rękopis drugiego syna i następcy Lyte'a, Thomasa, wylicza tylko różne drzewa owocowe.

## Książki
Pierwszym i najważniejszym dziełem Lyte'a było jego tłumaczenie Cruydeboeck Rembert'a Dodoens'a (Antwerpia, 1554)  na podstawie francuskiego przekładu Charles'a de L'Ecluse'a z 1557 r. (Histoire des Plantes). Jego kopia francuskiej edycji, zatytułowana "Henry Lyte nauczył mnie mówić po angielsku" znajduje się teraz w Muzeum Brytyjskim. Nosi ona liczne adnotacje odręcznym pismem po łacinie i angielsku, w tym odniesienia do dzieł Matthiasa de Lobela i Williama Turnera. Pierwsza edycja tłumaczenia została wydrukowana w folio w Antwerpii, aby  zachować drzeworyt oryginału; bloki są zbyt ciężkie i cenne do transportu.  Ma 779 stron i 870 cięć, z których około trzydzieści jest oryginalnych, i jest przeważnie napisana pismem gotyckim. Nosi tytuł, A niewe Herball or Historie of Plantes. . . . first set foorth in the Doutche or Allmaigne tongue by that learned D. Remburt Dodoens, Physition to the Emperour: And now first translated out of French into English by Henry Lyte, Esquyer At London by me Gerard Dewes, dwelling in Pawles Church-yarde, at the signe of the Swanne, 1578. Na odwrocie strony tytułowej widnieje herb Lyte'a i klejnot herbowy, "srebrny latający łabędź na złotej trąbce", którego w rzeczywistości nie otrzymał od Clarenceux King of Arms w następnym roku. Po tym następuje dedykacja królowej Elżbiecie, datowana na Lytes Сarу, pochwały i portret Dodoenów. Lyte dodał bardzo mało oryginalnej treści do tekstu. Druga edycja, bez żadnych drzeworytów, została wydrukowana w Londynie przez Ninian Newton, w kwadratowej oktawie, w 1586 r., a trzecia przez Edmunda Bollifanta, w tym samym rozmiarze, w 1595 r. Edycja folio, również bez drzeworytów, została opublikowana przez Edwarda Griffin w 1619.
Drugą pracą Lyte'a była The Light of Britayne; a Recorde of the honourable Originall and Antiquitie of Britaine (1588), również poświęcona Elżbiecie, i zawierająca jej portret. W pracy tej wywodzi pochodzenie Brytyjczyków od Brutusa z Troi. Lyte przedstawił królowej kopię tej pracy 24 listopada 1588 r., kiedy udała się ona do katedry Świętego Pawła, by podziękować za klęskę Wielkiej Armady.

## Dziedzictwo
Lyte zmarł w domu, w którym się urodził, w Lytes Cary Manor, 16 października 1607, i został pochowany na północnym końcu transeptu kościoła Charlton Mackrell. Kopia Niewe Herball jest przechowywana w jego rodzinnym domu, nieruchomości zarządzanej obecnie przez National Trust.